# Pelidnota malyi
Pelidnota malyi es una especie de escarabajo del género Pelidnota, familia Scarabaeidae. Fue descrita científicamente por Soula, 2010.
Especie nativa de la región neotropical. Habita en Ecuador.